# Avijit Roy
Avijit Roy (en bengali, অভিজিৎ রায়), né en 1972 au Bangladesh et mort assassiné le 26 février 2015 à Dacca, est un écrivain, un blogueur et un militant américano-bangladais.

## Biographie
Né dans une famille musulmane, fils d'un professeur de physique de l'Université de Dacca, il devient ingénieur et s'installe aux États-Unis. Critique de l'islamisme radical et défenseur de la laïcité, il fonde et anime le site Mukto-Mona, qui regroupe des intellectuels et militants sud-asiatiques de la liberté d'expression, du rationalisme et de l'athéisme. Il est l'auteur de plusieurs essais, dont Virus of Faith, The Philosophy of Disbelief et From Vacuum to the Great World.
Ses prises de position et ses écrits lui valent plusieurs menaces de mort de la part de terroristes, notamment Ansarullah Bangla Team. En mars 2014, la librairie en ligne rokomari.com, elle-même menacée, décide de ne plus vendre ses livres.
Il a notamment collaboré avec l'éditeur bangladais Faisal Arefin Dipan.

### Mort
Le 26 février 2015, alors qu'il sort à pied de l'Ekushe Book Fair, un salon du livre qui se tient à Dacca, il est attaqué par des assaillants armés d'armes blanches. Il est mortellement blessé et sa femme, qui l'accompagne, la blogueuse Rafida Ahmed Bonna, est sévèrement blessée,. Quatre jours après, la police arrête un islamiste radical, Farabi Shafiur Rahman, considéré comme le principal suspect du meurtre.
Son meurtre fait partie d'une série d'attaques contre des blogueurs athées dont ont également été victimes Ahmed Rajib Haider et  Ananta Bijoy Das,.